# Engel (Film)
Engel ist ein US-amerikanischer Liebesfilm von Ernst Lubitsch aus dem Jahr 1937.

## Handlung
Maria Barker, Ehefrau des britischen Diplomaten Sir Frederick Barker, fliegt eines mittwochs unerkannt von London nach Paris, wo sie sich unter dem Namen Mrs. Brown in einem Hotel einschreibt. Sie besucht den Salon der russischen Großfürstin Anna, die nach der Revolution in Frankreich Asyl gefunden hat. Anna ist für ihre Kenntnis des frivolen Nachtlebens der Hauptstadt bekannt, und so begibt sich auch der Lebemann Anthony Halton auf Empfehlung in ihren Salon. Er verwechselt Maria mit der Großfürstin und verliebt sich auf den ersten Blick in sie. Beide stellen sich nicht vor, und auch als Maria die Verwechslung aufklärt und dennoch in ein Rendezvous mit Anthony einwilligt, weigert sie sich, seinen Namen zu hören oder ihren preiszugeben. Er nennt sie daher Engel. Der Abend verläuft romantisch, beide küssen sich und gehen im Park spazieren. Sie bittet ihn, ihr sieben Tage Bedenkzeit zu geben. Sollte sie in einer Woche nicht erneut in Annas Salon erscheinen, soll er sie vergessen. Anthony gesteht, sie nie vergessen zu können. Als er für sie einen Strauß Blumen kauft, verschwindet sie spurlos.
Frederick Barker kehrt von einer diplomatischen Mission beim Völkerbund in Genf zurück nach London. Maria schläft in seinem Bett, zeigt sich erfreut, ihn wiederzusehen, und duldsam, als ein Telegramm mit schlechten politischen Neuigkeiten Frederick von tieferer Konzentration auf sie und ihr Eheleben allgemein abhält. Am nächsten Morgen eröffnet ihnen ihr Butler, dass er sich verlobt habe und seine Verlobte mit dem Hinweis auf das perfekte Eheleben von Maria und Frederick erst zur Heirat bewegen konnte. Die Barkers suchen nach möglichen Streitthemen, finden jedoch keine: Frederick weiß, dass er Maria vernachlässigt, und würde auch nicht streiten, wenn Maria ihre Koffer gepackt hätte, weil sie einen anderen liebt. Dann wäre es sowieso für jede Diskussion zu spät. Beide jedoch freuen sich auf ihren geplanten gemeinsamen Urlaub und Maria wünscht sich, dass beide nach Wien reisen, wo sie einst ihre Flitterwochen verbracht haben.
Maria und Frederick gehen zum Pferderennen, wo Maria in der Menge Anthony sieht. Sie lässt sich überstürzt nach Hause fahren. Wenig später lernt Frederick Anthony bei einem Dinner kennen. Es stellt sich heraus, dass sich beide während des Krieges in Paris getroffen haben. Frederick lädt Anthony zu sich nach Hause ein und erfährt von ihm auch die Geschichte um den geheimnisvollen Engel von Paris. Anthony ist der unbekannten Frau verfallen und sucht sie seit ihrem Verschwinden. Frederick erzählt Maria die Geschichte; kurz vor dem Zusammentreffen im Haus der Barkers erkennt auch Anthony anhand eines Fotos, wer die Hausherrin ist. Das erste Zusammentreffen verläuft gefasst. Als beide einen Moment allein sind, gibt Maria vor, eine andere zu sein. Sie will ihre Ehe nicht mehr aufs Spiel setzen und drängt Anthony, zu gehen. Von ihr aufgefordert, gibt er vor Frederick eine falsche Beschreibung seines Engels ab, der angeblich schwarzhaarig und braunäugig war. Bevor er geht, signalisiert Anthony Maria, dass er am nächsten Mittwoch in Annas Salon auf sie warten werde.
Frederick plant seine Woche um. Wollte er eigentlich mit Maria in den Urlaub nach Wien fahren, stellt er nun erneut seine Arbeit in den Vordergrund. Er will am Mittwoch wieder nach Genf fliegen, obwohl es nicht nötig wäre. Eine Zwischenlandung in Paris ist vorgesehen. Bei der Organisation eines Privatflugzeugs erfährt er, dass seine Frau dieselbe Maschine am letzten Mittwoch genutzt hat. Er wird misstrauisch, zumal Maria mit ihm nach Paris fliegen will, um sich Kleider zu kaufen. Am Ende treffen beide im Salon der Großfürstin Anna aufeinander, während Anthony in einem separaten Raum auf Maria wartet. Maria gibt zunächst vor, an dem Engel interessiert gewesen zu sein, der angeblich wie sie aussehen soll. Frederick wiederum war auf den Engel mit dunklem Haar gespannt. Beide wissen die Wahrheit, doch meint Maria, mit reichem Mann, Haus und gesellschaftlichem Ansehen eigentlich ein perfektes Leben zu führen – sollte sie ein Doppelleben führen, müsse Frederick sich fragen, warum. Sie stellt Frederick vor die Wahl: Betrete er das Nachbarzimmer, in dem sich angeblich Engel aufhalten soll, sei ihre Ehe aus. Betrete er es nicht und bleibe im Zweifel, ob ein anderer Engel existiert, sei er sich Maria wenigstens nicht mehr so sicher wie zuvor, was ihrer Ehe ebenfalls helfen könne. Frederick betritt das Nachbarzimmer, das leer ist. Auch Anthony hat es rechtzeitig verlassen und geht zu Maria. Sie gesteht ihm, dass sie gerade ihren Mann verloren habe. Frederick jedoch kehrt geläutert zu ihr zurück. Er habe über ihre Ehe nachgedacht und werde am Bahnhof auf sie warten – und den Zug nach Wien nehmen. Er verlässt Annas Salon und noch bevor er die Tür erreicht hat, geht Maria an seiner Seite zur Tür hinaus.

## Produktion
Engel beruht auf dem Stück Angyal von Melchior Lengyel. Die Arbeit am Drehbuch dauerte rund acht Monate.

„Lubitsch gehört nicht zu den Regisseuren, die ein fertiges Manuskript in die Hand bekommen wollen, er arbeitet von Anbeginn an mit den Autoren zusammen. Jedes Wort, jeden Satz überlegt er, er skandiert ihn wie ein Gedicht, ehe er ihn niederschrieben läßt. Es gilt als großartiges Ergebnis, wenn unter seiner Leitung in einer zehnstündigen Arbeit nach zwei Wochen ein paar Seiten des Manuskripts fertig sind. Die  berühmten Lubitsch-Lustspiele sind Ergebniss angestrengtester Arbeit.“

Melvyn Douglas berichtete über Schwierigkeiten zwischen Dietrich und Lubitsch während des Drehs, so habe Dietrich Probleme gehabt, ihre Figur der „vollkommenen Lady“ den gesamten Film über so darzustellen. „Marlene war sich völlig im klaren, daß sie auf der Leinwand als Sex-Symbol verkauft wurde und immer wieder leichtfertige Frauen spielen mußte. Lubitsch aber wollte, daß sie die Rolle der perfekten Lady durchhielt […] Er erinnerte sie immer wieder daran, daß sie eine Lady und keine Halbseidene spielen solle. Vielleicht fiel sie automatisch in die ihr vertraute Rolle zurück.“
Die Affäre endete im Film im Hotelzimmer, aber diese Sequenz fiel der Zensur zum Opfer.
Der Film erlebte am 3. November 1937 im New Yorker Paramount Theatre seine Uraufführung. Die deutsche Erstaufführung fand am 26. Januar 1973 statt.
Der mehrfach im Film gespielte Titel Angel wurde von Friedrich Hollaender und Leo Robin geschrieben.

## Kritik
Das Lexikon des Internationalen Films nannte Engel eine „phantasievolle Dreieckskomödie, schwerelos leicht und hintergründig inszeniert, brillant in den Dialogen, perfekt in der Schauspielführung.“ Nach der deutschen Erstaufführung am 3. Februar 1970 im Programm der ARD urteilte der Evangelische Film-Beobachter: „Ein Dreiecksverhältnis, von Ernst Lubitsch entsprechend der Gesellschaft, in der es sich abspielt, mit vornehmer Zurückhaltung als Komödie inszeniert. Der Film kann zwar auf nette Art unterhaltsam sein, er ist jedoch etwas zu sehr vom Hauch einer vergangenen Epoche behaftet, als daß sein Humor heute noch besonders wirkungsvoll wäre.“ Die Filmbewertungsstelle vergab für Engel das Prädikat „besonders wertvoll“.